# Predrag Rajković
Predrag Rajković (Kirin Serbia: Предраг Рајковић, phát âm [prêdraːɡ rǎːjkoʋitɕ]; sinh ngày 31 tháng 10 năm 1995) là một cầu thủ bóng đá chuyên nghiệp người Serbia hiện thi đấu ở vị trí thủ môn cho câu lạc bộ Mallorca tại La Liga và đội tuyển quốc gia Serbia.